# Pablo Galdames (ur. 1996)
Pablo Ignacio Galdames Millán (ur. 30 grudnia 1996 w Santiago) – chilijski piłkarz występujący na pozycji środkowego pomocnika, reprezentant Chile, od 2024 roku zawodnik brazylijskiego Vasco da Gama.

## Kariera klubowa
Galdames pochodzi z piłkarskiej rodziny – jego ojciec, również Pablo, także był reprezentantem Chile, podobnie piłkarzami są jego bracia Thomas i Benjamín. Pochodzi ze stołecznego Santiago i w wieku trzynastu lat rozpoczął treningi w tamtejszym klubie Unión Española, gdzie przed laty gwiazdą był Galdames senior. Do pierwszej drużyny został włączony jako siedemnastolatek przez szkoleniowca José Luisa Sierrę i w chilijskiej Primera División zadebiutował 14 lutego 2014 w zremisowanym 1:1 spotkaniu z Cobreloą. Premierowego gola w najwyższej klasie rozgrywkowej strzelił natomiast 6 marca 2015 w zremisowanej 2:2 konfrontacji z Santiago Wanderers i niedługo potem został podstawowym graczem ekipy.

## Kariera reprezentacyjna
W styczniu 2015 Galdames został powołany przez Hugo Tocallego do reprezentacji Chile U-20 na Mistrzostwa Ameryki Południowej U-20. Na urugwajskich boiskach pełnił jednak rolę rezerwowego gracza kadry, rozgrywając jedno z czterech możliwych spotkań, zaś jego kadra spisała się znacznie poniżej oczekiwań – zajęła ostatnie miejsce w pierwszej rundzie i nie zdołała zakwalifikować się na Mistrzostwa Świata U-20 w Nowej Zelandii.
W seniorskiej reprezentacji Chile Galdames zadebiutował za kadencji selekcjonera Juana Antonio Pizziego, 11 stycznia 2017 w zremisowanym 1:1 meczu z Chorwacją w ramach towarzyskiego turnieju China Cup (w którym jego drużyna ostatecznie triumfowała).